# Matholwch
Dans la mythologie celtique brittonique, Matholwch est le roi d'Iwerddon (Irlande). Il est notamment connu pour être l’un des protagonistes la deuxième branche du Mabinogi : « Le Mabinogi de Branwen ». Il épouse Branwen, fille de Llyr, pour sceller la paix avec le pays de Galles, mais l’histoire va se terminer par une guerre.

## Le mariage avec Branwen
Matholwch débarque dans l’île de Bretagne avec une flotte de treize navires. Il se rend à la cour de Bran le Béni, le géant fils de Llyr, pour lui demander la main de sa sœur Branwen, et ainsi conclure un traité de paix. Après délibérations, le conseil décide d'agréer la demande et tous se rendent à Aberffraw pour célébrer le mariage pour les noces. La nuit même, Matholwch et Branwen dorment ensemble. 
Evnissyen, le demi-frère de la jeune fille, furieux de ne pas avoir été consulté, coupe les lèvres, les oreilles, les paupières et la queue des chevaux des Irlandais, dans l’espoir de rompre l’accord. Devant l’affront, Matholwch va repartir pour l’Irlande, mais l’offense est réparée par le don de nouvelles montures, une baguette d’argent et une plaque d’or et d’un chaudron magique, qui a le pouvoir de ressusciter les guerriers morts au combat. Matholwch emmène sa nouvelle épouse en son royaume, où elle est bien accueillie ; l’année se passe dans la « gloire » et la « célébrité » et Branwen donne naissance à un fils Gwern. 
L’année suivante, des rumeurs circulent à propos de l’affront subit par Matholwch et, en guise de vengeance, on exige que Branwen soit chassée du lit royal et condamnée à faire la cuisine dans la cour, où chaque jour le cuisinier vient lui donner une gifle. De plus, toutes les relations sont interdites entre l’Irlande et le pays de Galles. Ce traitement va durer pendant trois ans, pendant lesquels elle élève un étourneau. Elle envoie l’oiseau, porteur d’un message, à son frère Bran.

## L’invasion de l’Irlande
Dès qu’il a connaissance de la disgrâce de sa sœur, Bran le Béni décide d’envahir l’Irlande, ne laissant que sept guerriers pour défendre son royaume. Quand il débarque, Matholwch propose d’abdiquer et de donner la royauté à son fils Gwern, neveu de Bran. Une grande maison est construite pour accueillir les belligérants, mais les Irlandais décident de piéger les Gallois : de chaque côté des 100 colonnes, ils accrochent des sacs contenant chacun un guerrier. Evnissyen devine le stratagème et tue les 200 guerriers irlandais. La réunion a finalement lieu. Alors que l’enfant-roi est choyé par tous, Evnissyen le saisit et le jette dans le feu, déclenchant la guerre entre les deux camps.
Evnissyen détruit le chaudron magique et tous les Irlandais sont tués. Côté gallois, il n’y a que sept survivants ; Bran, blessé par une lance empoisonnée, demande qu’on lui coupe la tête et qu’on l’enterre à Londres sur la colline Y Gwynvryn, face à la France. Branwen meurt en voyant le carnage et est enterrée à Glan Alaw.

## Sens du mythe
Selon Philippe Jouët, l’histoire de Matholwch représente trois infractions à chacune des classes indo-européennes : 
1. La violation du traité de paix (nature juridique) est une faute qui relève de la première fonction ;
2. Le piège tendu par Matholwch pour massacrer les « Bretons » est une faute contre l’éthique de la fonction guerrière ;
3. La disgrâce de Branwen est une atteinte à la fonction de production.

## Compléments